# Stacey Q
Stacey Q (nombre real Stacey Lynn Swain, 30 de noviembre de 1958) es una cantante, actriz y bailarina estadounidense, mayormente conocida por su hit "Two of Hearts" de 1986.

## Infancia
Stacey Swain nació el 30 de noviembre de 1958 en Fullerton, California. Es la más joven de tres hermanos. Su madre, Joyce Swain, fue una criadora de perros cuyos Corgi galés de Cardigan han aparecido en varias películas de Hollywood y series de televisión. Desde el principio, Swain demostrado una pasión por la música, la danza y el teatro. En una entrevista de 1989 contó que quería tomar clases de baile desde los tres años, pero su madre la hizo esperar hasta que cumpliera cinco.
En 1963, Swain estudiaba ballet clásico y aspiraba a convertirse en bailarina. En su tiempo libre, ella se pasaba horas con sus amigos escuchando discos.
A lo largo de la década de 1960, Swain audiciona para cantar en diversas partes óperas en directo y teatro de la comunidad actuaciones .A pesar de que los amigos impresionados con su capacidad de cantar, ella pasó un tiempo, principalmente centrado en la formación de baile. En 1969, a los diez años, Swain se convirtió en el miembro más joven del Teatro de la Danza del Condado de Orange, una compañía local que hacia shows a beneficio en Anaheim. Ella paso un total de once años estudiando ballet y flamenco.

## Carrera en solitario
En 1985, firmó un contrato de grabación con Spot Records, un sello de música independiente. Su primer sencillo, "Shy Girl", fue lanzado el mismo año mientras que su primer álbum, Stacey Q , fue distribuido en casete en una edición limitada (el álbum contenía una primera versión de "Two of Hearts", que en realidad se originó con otro artista, Sue Gatlin). Como solista, Swain adoptó el nombre de "Stacey Q" en referencia al proyecto original de Q.
"En 1981, Q (el proyecto original) fue Jon, Dan y yo por lo tanto, Jon Q, Q Dan y Stacey Q. Q, el nombre original del proyecto, en referencia a las películas de James Bond específicamente al científico responsable de todos sus gadgets tecnológicos."
"Shy Girl" y otros Singles vendieron unas cien mil copias, lo suficiente para atraer la atención de grandes sellos discográficos. Swain firmó con Atlantic Records en 1986 como artista solista, con Jon St. James como mánager y otros miembros de SSQ como músicos de respaldo. "Better than heaven" ("Mejor que el cielo"), su disco debut con Atlantic Records, fue grabado en tres semanas, con la participación en la composición de artistas de la talla de Berlín ("Better Than Heaven"), Jon Anderson de Yes ("He Doesn't Understand") y Willie Wilcox de Utopia ("We Connect"). [4]

### Two of Hearts y Better than the Heaven
El periodo más exitoso de Swain como cantante comenzó en 1986. "Two of Hearts", el primer sencillo, se convirtió en una hit internacional, alcanzando el puesto #3 en el Billboard Hot 100. El siguiente sencillo, "We Connect", fue lanzado en 1987 y se convirtió en un éxito del Top 40.
"Dos de corazones", fue emitida muchísimas veces por radio durante la segunda mitad de 1986, y el video promocional del sencillo se estrenó el mismo año en MTV. A finales de ese año Swain había cantado en vivo en varios programas de entrevistas, apareció como miembro integrante de panel en el programa "The Gong Show" y "El Nuevo Hollywood Squares"; como mejor tema y alcanzó el N.º 59 en los ranking musicales, para luego llegar al oro. Swain pasó de ser un cantante moderadamente popular, a una estrella internacional, e incluso ídolo de los adolescentes.
Después del lanzamiento de una nueva versión de "Better than Heaven", Swain se embarcó en una gira a lo largo de los Estados Unidos y luego la gira pasó a ser europea, actuando en vivo en varios países. En uno de esos shows conoció a un escritor de la cadena de televisión NBC, quien convenció a Swain de audicionar para un papel como actriz en la serie de televisión "Los Hechos de la Vida".

### Color Me Cinnamon
El 14 de febrero de 2010 Stacey Q lanzó su más reciente álbum, "Color Me Cinnamon", producido por Hydra. Previamente, en agosto de 2009, había sido lanzado el primer sencillo, "Trip" ("Viaje"), que incluyó cuatro versiones diferentes de "Trip" (una de ellas a capela) y el tema "Fast Getaway". Un mes antes de que "Color Me Cinnamon" viera la luz, se lanzó el segundo sencillo, "Pandora's Box", que incluye cinco versiones distintas y el agregado de un mix del tema "Below The Surface". A lo largo de los 14 tracks del álbum, su primer material de estudio en 13 años, Stacey Q asume diversos personajes y demuestra su regreso a la música de baile.
El título del álbum, que puede traducirse como "Coloréame de Canela", está basado en la participación de Stacey en un episodio de 1987 de la serie "The Facts of Life", en el que interpretó el personaje de Canela, una estrella del rock en ciernes. El papel fue escrito especialmente para Stacey.

## Discografía

### Álbumes de estudio
- 1983:Playback (como SSQ)
- 1985:Stacey Q
- 1986:Better Than Heaven
- 1988:Hard Machine
- 1989:Nights Like This
- 1997:Boomerang
- 2010:Color Me Cinnamon

### EP
- 1982:The Q EP (como Q)

### Compilaciones
- 1995:Stacey Q's Greatest Hits